# Marleen Renders
Marleen Renders, född 24 december 1968, är en friidrottare från Belgien. Han deltog vid olympiska sommarspelen 1988, olympiska sommarspelen 1996 och olympiska sommarspelen 2000.